# Narayan (Nepal)
Narayan è una municipalità del Nepal capoluogo del Distretto di Dailekh nella provincia Karnali Pradesh.
La città si trova in una zona collinare a circa 1.400 m di altitudine.
La municipalità è stata costituita il 26 marzo del 1997 unendo i villaggi di Narayan (o Dailekh), Belaspur, Saraswati, Tribhuvan e Basantamala.